# بابونه

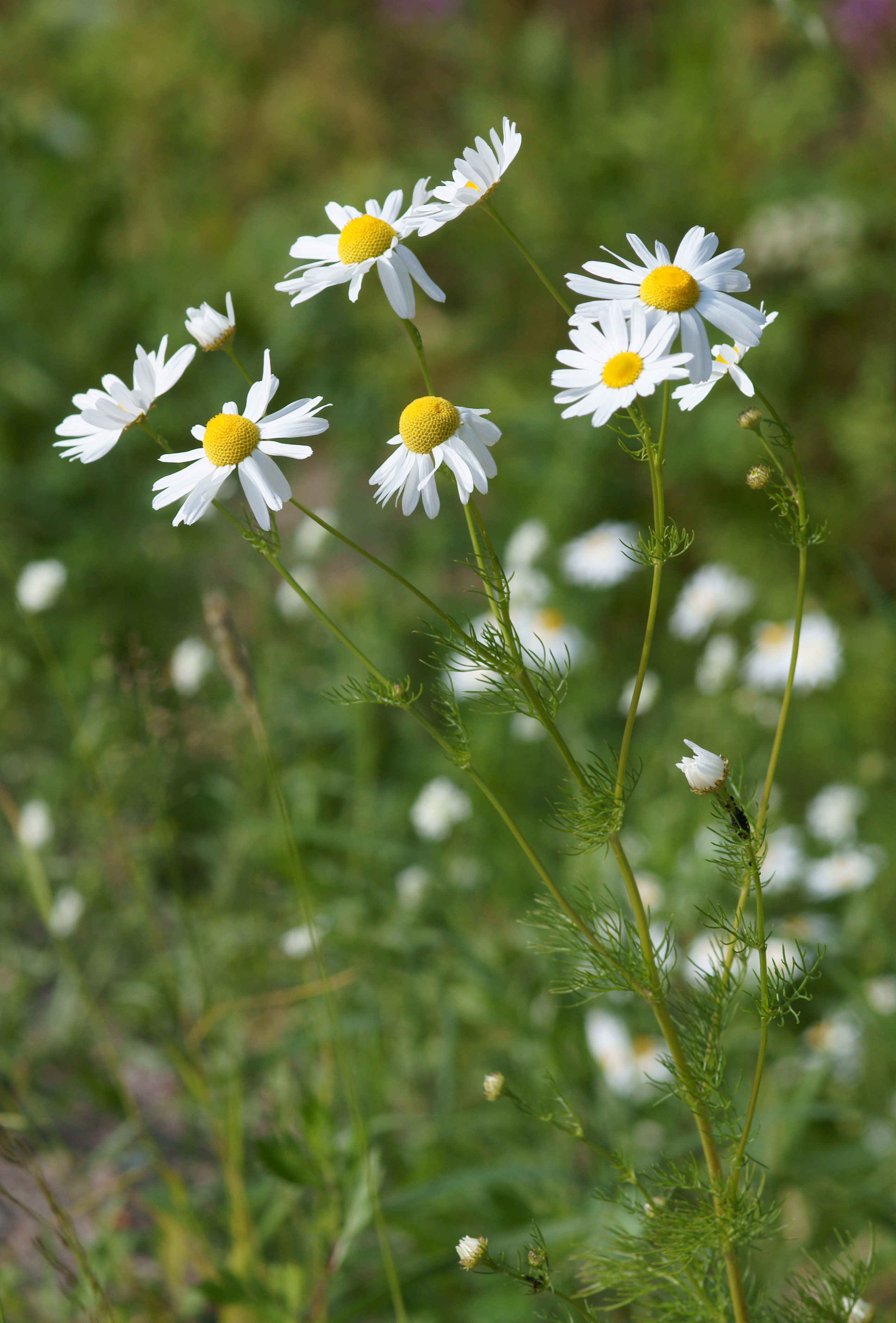
بابونه آلمانی

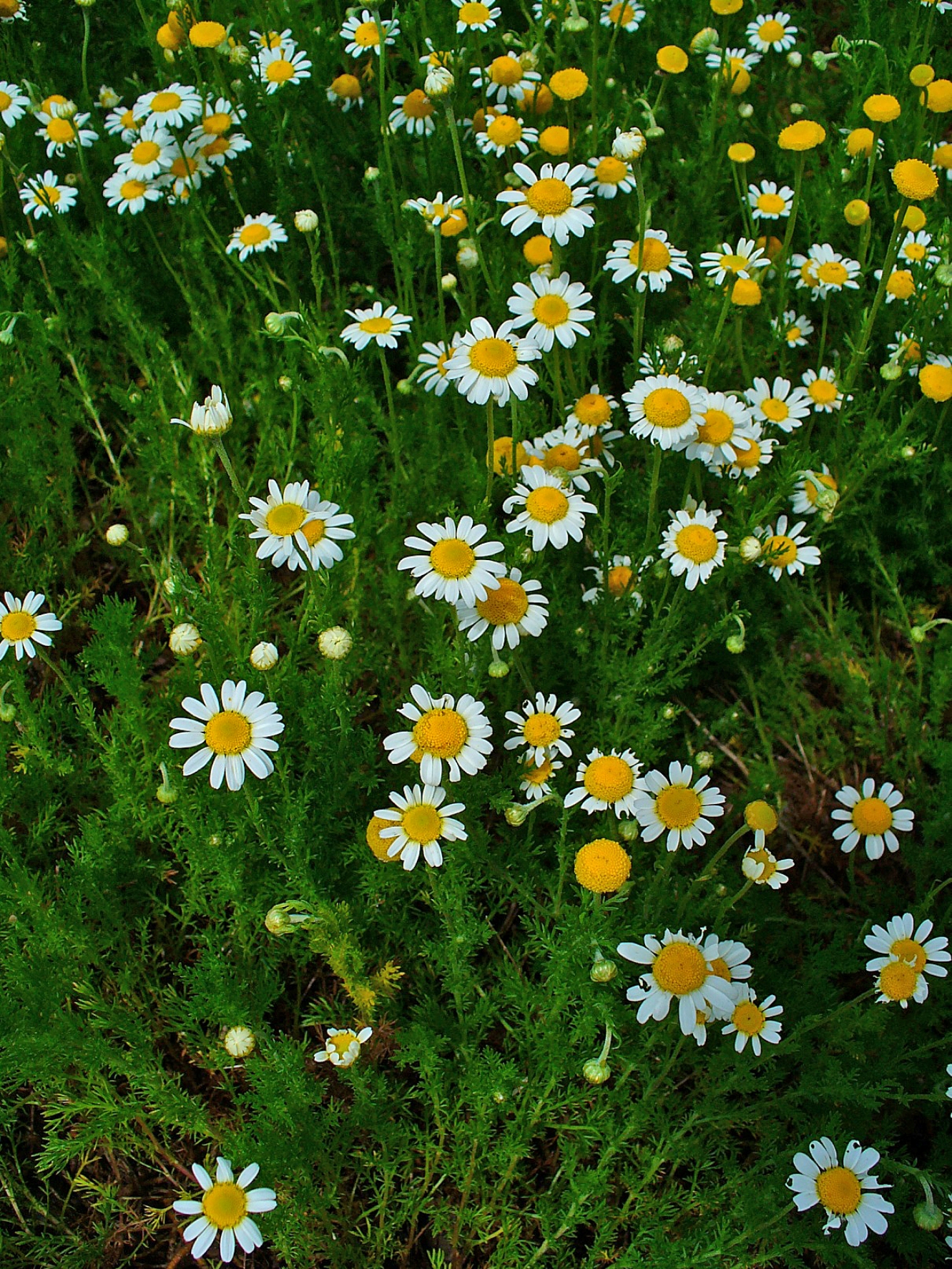
بابونه رومی

بابونه نامی عمومی است که برای انواع مختلفی از گیاهان هم‌خانواده با مینای چمنی (از تیرهٔ کاسنیان) به کار می‌رود. در طب سنتی از دو گونه از این گیاهان، شامل بابونه آلمانی و بابونه رومی برای ساخت خیسانده و دمنوش استفاده فراوان می‌شود. بابونه در مناطق مختلف ایران کشت. بابونه به‌طور گسترده در اروپا و غرب آسیا، شمال آفریقا، استرالیا و آمریکا یافت می‌شود.

## گونه‌ها

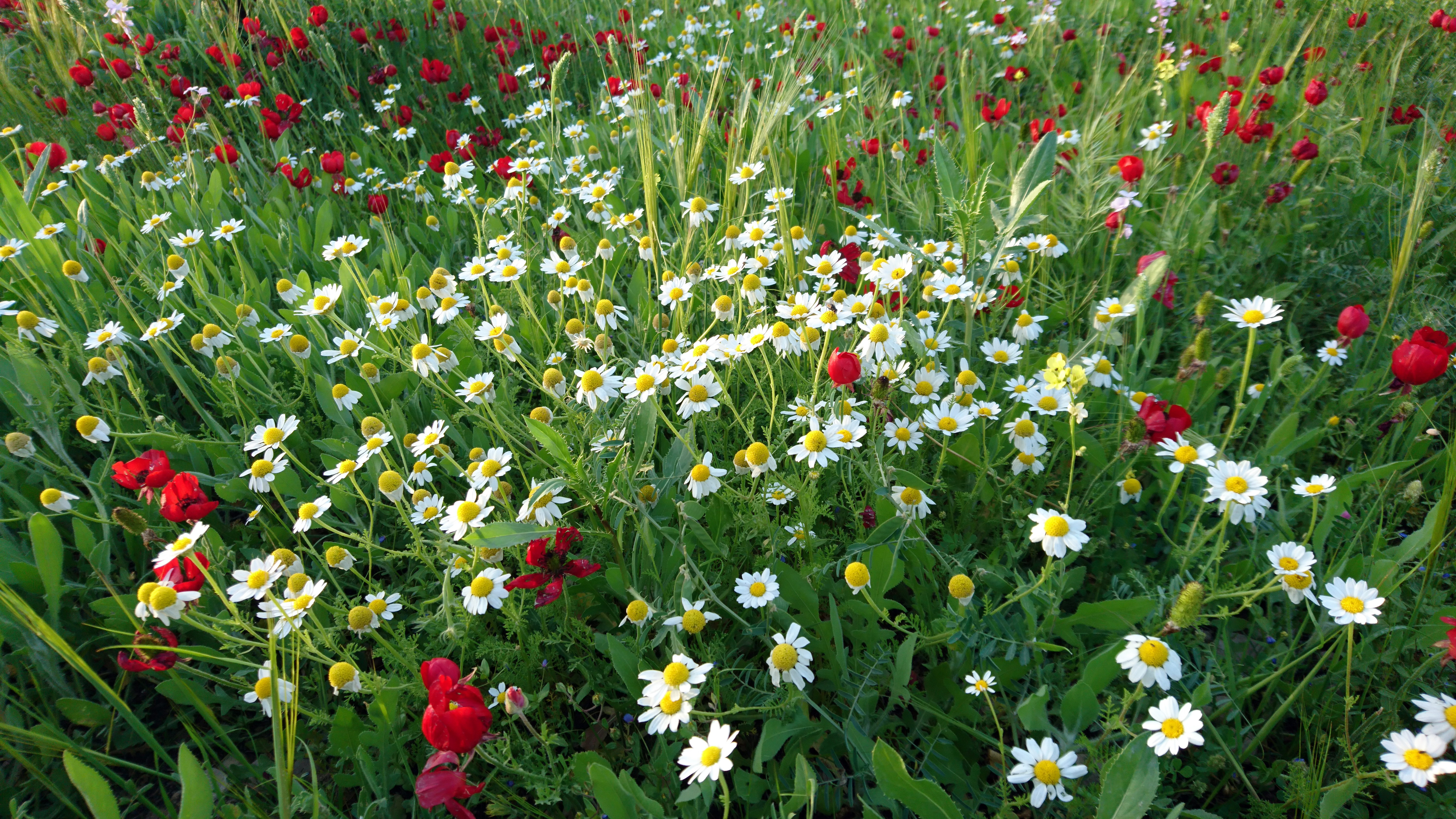
بابونه و شقایق خودرو، بهبهان

دو گونهٔ اصلی بابونه که به صورت دم‌کرده استفاده می‌شوند، و برایشان خواص دارویی در نظر گرفته می‌شود، عبارتند از: بابونه آلمانی و بابونه رومی. گونه‌های دیگری از گیاهان هم نام بابونه بر خود دارند (نظیر بابونه بهاری و بابونه زرد) اما معمولاً به صورت دم‌کرده به کار نمی‌روند، و خواص دارویی برایشان ذکر نشده است.

## دمنوش بابونه

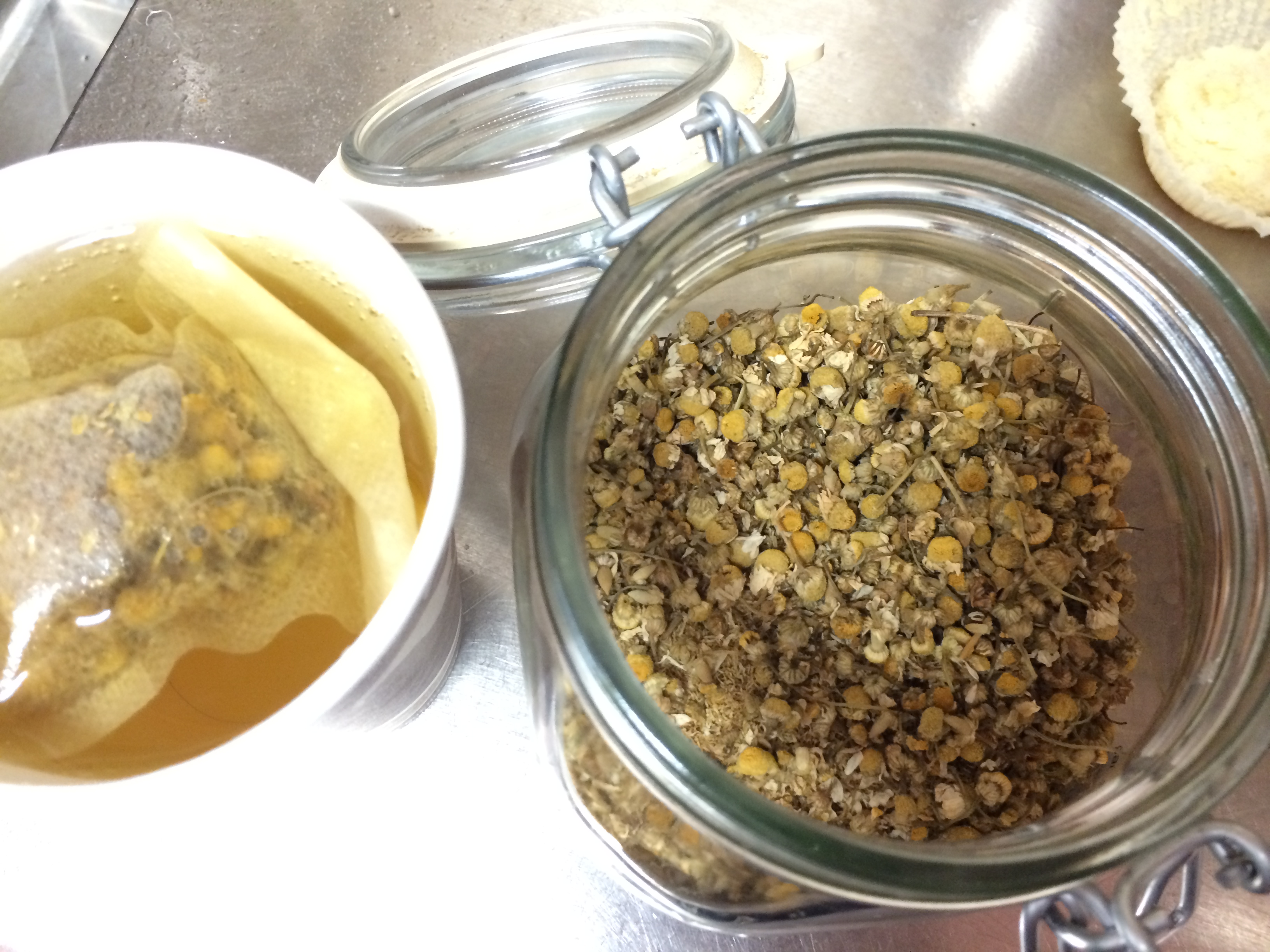
چای بابونه

دمنوش بابونه نوعی خیسانده است، که از ترکیب بابونه خشک شده با آب جوش بدست می‌آید. بابونه ممکن است به عنوان ماده طعم دهنده در غذاها، و نوشیدنی‌ها، دهان شویه‌ها، صابون‌ها یا مواد آرایشی مورد استفاده قرار گیرد. بابونه هنگامی که به عنوان یک محصول گیاهی، مانند: دمنوش یا به عنوان کرم موضعی پوست مورد استفاده قرار می‌گیرد، به احتمال زیاد از نظر سلامتی یا عوارض جانبی اثرات زیادی روی انسان ندارد.

## تحقیقات
ترکیبات اصلی گل‌های بابونه ترکیبات پلی فنول هستند، از جمله: آپیژنین، کوئرستین، پاتولتین و لوتئولین. اجزای اسانسی (روغن‌های اساسی) که از گل‌ها استخراج می‌شوند، ترپنوئیدها هستند. بابونه، به دلیل خاصیت ضداضطراب بالقوه تحت تحقیقات اولیه قرار دارد. هیچ مدرک بالینی با کیفیتی وجود ندارد، که نشان دهد بابونه برای بی‌خوابی مفید است. وجود ترکیبات مفید در این گیاه مخصوصاً، پارتنولید منجر به کاهش التهاب، کاهش فعالیت سلول‌های التهابی و کاهش ترشح هیستامین می‌شود.